# Restauration du climat

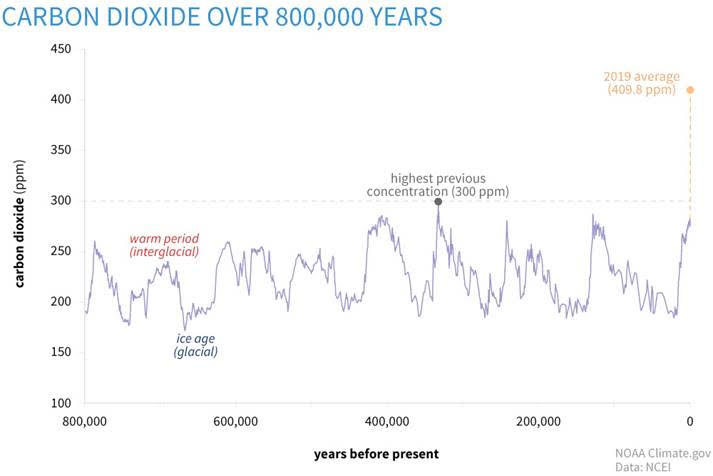
Le CO2 d'aujourd'hui est environ 120 ppm plus élevé que les niveaux les plus élevés auxquels les humains ont survécu à long terme. La nature a retiré des quantités massives de CO2 similaires à celles qui ont précédé les périodes glaciaires, soit dix fois au cours des 800 000 dernières années. Le CO2 qui réduit les niveaux de 120 ppm est principalement converti en biocarbone par le phytoplancton et stocké dans les profondeurs de l'océan, puis libéré lorsque la période glaciaire se termine.

La restauration du climat se compose d'un objectif et des actions visant à inverser les tendances actuelles au réchauffement climatique et, sur une certaine échelle de temps et de trajectoire, à restaurer un état climatique stable, durable et sain du système de la Terre pour le bien-être des générations futures et de l'humanité tout entière. Ces actions comprennent l'extraction du dioxyde de carbone de l'atmosphère de la Terre, en combinaison avec la réduction des émissions, afin de réduire le niveau de CO2 dans l'atmosphère et donc de réduire le réchauffement de la planète dû à l'effet de serre.

## Restauration du climat et atténuation du changement climatique
La restauration du climat est un concept qui va au-delà de l'atténuation des changements climatiques, dont les actions visent à limiter l'ampleur du réchauffement climatique. Les défenseurs de la restauration du climat acceptent que le changement climatique ait déjà eu des impacts négatifs majeurs qui menacent la survie à long terme de l'humanité. Il existe un risque que les conditions aillent au-delà des possibilités d'adaptation et qu’un changement climatique brutal nous affecte catastrophiquement. Il y a un impératif moral de maximiser les chances de survie des générations futures. Les défenseurs de la restauration voient dans la promotion de la vision d'un avenir meilleur pour nos enfants et petits-enfants, en restaurant le système de la Terre à un état proche de celui dans lequel notre espèce et la civilisation ont évolué, un encouragement à l'innovation et à l’investissement afin d'assurer que cette restauration a lieu en toute sécurité et en temps opportun. Selon The Economist en novembre 2017, « dans un scénario réaliste, les émissions ne peuvent pas être réduites assez rapidement pour garder les gaz à effet de serre à un niveau suffisamment faible pour limiter la montée des températures. Mais il n'y a pas de débat public sur la façon de produire ces émissions négatives nécessaires pour réduire le taux de CO2. À moins d’un changement radical des politiques publiques, il est presque certain que la promesse de limiter les dommages du changement climatique ne sera pas tenue ».

## Restauration du climat comme objectif politique
Un premier article revu par des pairs à propos de la restauration climatique a été publié en avril 2018 par la Rand Corporation. L'analyse examine le concept de la restauration du climat à travers le prisme de la gestion des risques dans des conditions de profonde incertitude, explorant les aspects de la technologie, de l'économie, de la politique et les conditions dans lesquelles il pourrait être possible de réaliser les objectifs de restauration climatique et les conditions dans lesquelles la société pourrait se porter mieux grâce à un objectif de restauration du climat. Un des principaux résultats de l'étude, est qu'il serait possible de restaurer les concentrations atmosphériques de CO2 à des niveaux préindustriels, à un coût acceptable en suivant deux scénarios possibles, l'un où les technologies de capture directe des gaz à effet de serre atteindrait les hypothèses les plus optimistes en matière de coûts et de performance et  l'autre selon lequel tant la capture que la réduction des émissions de gaz à effet de serre seraient peu coûteuses. L'étude recommande un objectif ambitieux de restauration du climat visant les niveaux de concentration préindustrielle, pour 2075, ou d'ici la fin du siècle. L'article conclut en disant: « Le mieux que nous puissions faire est de rechercher la restauration du climat avec une passion tout en l'intégrant dans un processus d'essai, d'expérimentation, de rectification, et de découverte ».
Aux USA, le 25 septembre 2018, le représentant Jamie Raskin a présenté une résolution sur la restauration du climat à la commission de l'énergie et du commerce de la Chambre des représentants des États-Unis, concluant par "Attendu que les scientifiques ont recherché des méthodes pour maintenir le réchauffement en dessous de 2°C, mais n'ont pas encore recherché les meilleures méthodes pour éliminer tout excès de CO2, arrêter l'élévation du niveau de la mer et restaurer un climat sûr et sain pour les générations futures ; et attendu que déclarer un objectif de restauration d'un climat sûr et sain encouragera les scientifiques à rechercher les moyens les plus efficaces pour restaurer des niveaux de CO2 sûrs, arrêter l'élévation du niveau de la mer et restaurer un climat sûr et sain pour les générations futures." Cette déclaration a été suivie par les résolutions du Congrès sur l'urgence climatique (S.Con.Res.22, H.Con.Res.52) qui "exigent une mobilisation nationale, sociale, industrielle et économique des ressources et du travail des États-Unis à grande échelle pour arrêter, inverser, atténuer et préparer les conséquences de l'urgence climatique et pour restaurer le climat pour les générations futures...." ,
Le 23 août 2023, le Sénat de Californie a adopté la SR-34, la première résolution du pays à reconnaître explicitement la restauration du climat comme une priorité politique  Elle conclut : "Attendu que la restauration du climat profitera à la population de l'État de Californie en réduisant les pertes et les dommages causés par les incendies de forêt, tout en produisant des effets positifs sur la santé humaine et des écosystèmes, l'industrie et les emplois dans l'agriculture et d'autres secteurs ; il est donc résolu par le Sénat de l'État de Californie que le Sénat reconnaît formellement l'obligation pour les générations futures de restaurer un climat sûr et déclare la restauration du climat, ainsi que la réalisation d'émissions nettes de CO2 nulles et négatives, comme une priorité politique en matière de climat ; Il est en outre résolu que le Sénat demande au State Air Resources Board d'engager les entités fédérales nécessaires, le cas échéant, pour inciter l'ambassadeur des États-Unis auprès des Nations Unies à proposer un traité sur le climat qui rétablirait et stabiliserait les niveaux de GES en tant qu'objectif commun en matière de climat."

## Paramètres critiques
L’objectif de restauration climatique est généralement de maximiser les chances de survie de notre espèce et de la civilisation par la restauration de deux principaux paramètres climatiques : le niveau de CO2 atmosphérique et celui de la glace Arctique. La taille approximative des niveaux cibles sont ceux des moyennes de l'Holocène  dans lequel notre espèce et la civilisation, ont récemment évolué. Ce niveau est déclaré techniquement comme « préindustriel », ou poétiquement « comme nos grands-parents ont connu voici une centaine d'années ». Numériquement parlant, le but précisé est de faire revenir la concentration atmosphérique de CO2 en dessous de 300 ppm et la restauration d’une couche de glace de plusieurs années de glaciation dans la Sibérie Arctique d'ici à 2050. Pour cela, il faudra retirer environ un trillion de tonnes de CO2 de l'atmosphère et organiser la restauration permanente de la couverture de glace dans la zone critique de l’Océan Arctique au nord de la Sibérie pour éviter les émissions de méthane provenant de la fonte du pergélisol.
Les paramètres critiques du Système de la Terre comprennent :
- les niveaux des agents de forçage du climat dans l'atmosphère, en particulier le CO2 et le méthane pour le forçage positif et de SO2 en aérosol pour le forçage négatif ;
- le niveau mondial de température moyenne à la surface (par rapport à certains niveaux de référence) et son taux de croissance ;
- le niveau de la mer et le taux de montée du niveau des océans[9] ;
- le pH et le taux de l'acidification des océans ;
- les niveaux de glace de la calotte polaire[10].

L'un des principaux objectifs est de ramener le niveau de CO2 vers le bas à partir du niveau actuel de ~405 ppm (2016) par rapport à son niveau préindustriel d'environ 280 ppm. Non seulement ceci réduirait l’effet de réchauffement global du CO2 mais cela aura aussi un effet sur l’acidification des océans. Le carbone capturé serait séquestré ou utilisé comme matériau de construction.

## Technologies

Captage de CO_{2} en mer.

La fertilisation de l'océan est une technique de géo-ingénierie, encore expérimentale qui a pour but d'accroître la productivité primaire marine de carbone bleu afin que, dans les zones fertilisées, les organismes marins absorbent davantage de dioxyde de carbone.

## Limitations
Tous les aspects du système de la terre ne peuvent être restaurés à un état antérieur. Par exemple, le réchauffement des eaux profondes de l’océan et l’élévation du niveau des mers qui en sont la conséquence ; les hausses des niveaux marins qui se sont déjà produites sont probablement irréversibles durant ce siècle. De plus, certains aspects du système terrestre doivent être améliorés par rapport au passé récent : en particulier, la productivité alimentaire, surtout si l'on considère une population globale plus nombreuse en 2050 ou 2100.